# Christopher Frank (Pokerspieler)
Christopher Robin „Chris“ Frank (* 15. Juli 1994) ist ein professioneller deutscher Pokerspieler. Er gewann 2017 ein Bracelet bei der World Series of Poker.

## Persönliches
Frank stammt aus Pattensen und war dort Mitglied der Jungen Union. Er lebte mindestens 2017 gemeinsam mit den Pokerspielern Jan Schwippert und Jens Lakemeier in einer WG in Wien.

## Pokerkarriere
Frank spielt bereits seit 2008, also seitdem er 14 Jahre alt ist, online unter dem Nickname lissi stinkt auf der Plattform PokerStars. Dort gewann er im Mai 2015 ein Turnier der Spring Championship of Online Poker mit einer Siegprämie von knapp 120.000 US-Dollar.
Seine erste Geldplatzierung bei einem Live-Turnier erzielte Frank im August 2012 im King’s Resort in Rozvadov. Im Januar 2013 gewann er ein Turbo-Event des PokerStars Caribbean Adventures auf den Bahamas mit einer Siegprämie von rund 55.000 US-Dollar. Mitte März 2013 erreichte er beim Main Event der European Poker Tour in London den Finaltisch und beendete das Turnier auf dem sechsten Platz für umgerechnet knapp 170.000 US-Dollar. Im Oktober 2014 gewann Frank die WPT National in Wien und sicherte sich damit 77.000 Euro Preisgeld. Im Juni 2016 war er erstmals bei der World Series of Poker (WSOP) im Rio All-Suite Hotel and Casino am Las Vegas Strip erfolgreich und kam sechsmal ins Geld, dabei erhielt er sein größtes Preisgeld in Höhe von knapp 50.000 US-Dollar für den 128. Platz im Main Event. Bei der WSOP 2017 gewann Frank ein Turnier der Variante No Limit Hold’em und sicherte sich damit ein Bracelet sowie knapp 400.000 US-Dollar Siegprämie. Anfang November 2017 belegte er beim 111.111 Euro teuren High Roller for One Drop der World Series of Poker Europe in Rozvadov den 15. Platz für knapp 180.000 Euro Preisgeld. Im Dezember 2017 gewann Frank ein Turnier des Five Diamond World Poker Classic im Hotel Bellagio am Las Vegas Strip mit knapp 250.000 US-Dollar Siegprämie. Anfang Februar 2018 setzte er sich beim Super High Roller der Casinos Austria Poker Tour in Seefeld in Tirol durch und sicherte sich den Hauptpreis von 287.000 Euro. Bei der World Series of Poker Online auf GGPoker belegte er im September 2023 den mit über 265.000 US-Dollar dotierten zweiten Platz der Pot-Limit Omaha Championship.
Insgesamt hat sich Frank mit Poker bei Live-Turnieren mindestens 3 Millionen US-Dollar erspielt.